# Gare de Castelnaudary
Gare de Castelnaudary – stacja kolejowa w Castelnaudary, w departamencie Aude, w regionie Oksytania, we Francji. Znajduje się na linii Bordeaux – Sète.
Została uruchomiona w 1857 roku przez Compagnie des chemins de fer du Midi et du Canal latéral à la Garonne. Jest to stacja Société nationale des chemins de fer français (SNCF), obsługiwana przez pociągi dalekobieżne i TER Languedoc-Roussillon.